# Hammer of Dawn
Hammer of Dawn è il dodicesimo album in studio del gruppo musicale heavy metal svedese HammerFall, pubblicato nel 2022 sotto l'etichetta Napalm Records.

## Tracce
1. Brotherhood – 4:40
2. Hammer of Dawn – 4:02
3. No Son of Odin – 4:00
4. Venerate Me – 4:43
5. Reveries – 4:45
6. Too Old to Die Young – 5:07
7. Not Today – 5:41
8. Live Free or Die – 3:51
9. State of the W.I.L.D. – 4:52
10. No Mercy – 4:04

## Formazione
- Joacim Cans - voce
- Oscar Dronjak - chitarra, tastiere, cori
- Pontus Norgren - chitarra, tastiere, cori
- Fredrik Larsson - basso, cori
- David Wallin - batteria